# Hendrika Cornelia de Balbian Verster-Bolderheij

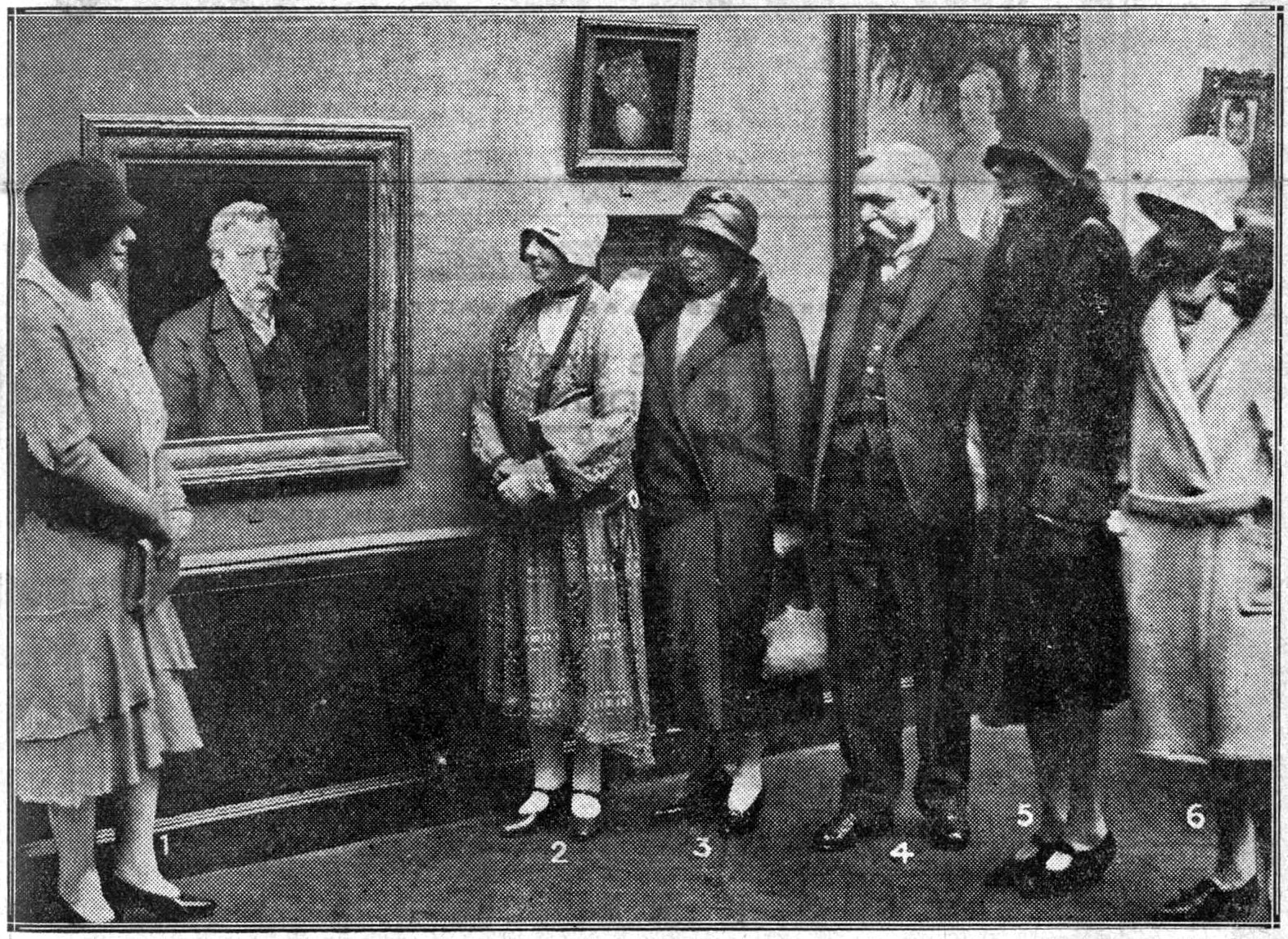
Tentoonstelling van werken van Rie de Balbian Verster—Bolderheij in het Stedelijk Museum Amsterdam met links de schilderes en rechts middenin Theodore Ketelaar. Foto uit De Courant, 23 april 1929.

Hendrika Cornelia (Rie) de Balbian Verster-Bolderheij (Amsterdam, 25 februari 1890 – Weesp, 12 maart 1990) was een Nederlandse schilderes.
Rie Bolderheij werd geboren te Amsterdam als vijfde kind van Dirk Bolderheij en Cornelia Maria Christina Dreuzing. Als twintigjarige trouwde Bolderheij met historicus en journalist Jan François Leopold de Balbian Verster, en kreeg ze als huwelijkscadeau een atelier aan de Prinsengracht. Om zich verder als schilderes te ontwikkelen kreeg ze les van schilders als Isaac Israëls en Willem Wenckebach. Met laatstgenoemde heeft ze ook diverse malen samen geëxposeerd.
Een van de meest in het oog springende tentoonstellingen waar De Balbian Verster-Bolderheij aan heeft deelgenomen is een expositie in het Stedelijk Museum te Amsterdam in 1915. Ook zond ze enkele van haar schilderijen in voor de kunstwedstrijd van de Olympische Zomerspelen in 1928. Verder was ze lid van de Amsterdamse kunstenaarsverenigingen Arti et Amicitiae en het Sint-Lucasgilde.
Ze legde zich voornamelijk toe op het schilderen van portretten en stillevens, zo is onder andere de actrice Sara Heyblom door haar geportretteerd. Ook de reizen die De Balbian-Verster-Bolderheij later in haar carrière maakte naar Japan, Hongkong, Marokko, Rusland en Jordanië vormden een belangrijke inspiratiebron.
De Balbian Verster-Bolderheij overleed in 1990 op honderdjarige leeftijd te Weesp. Tegenwoordig worden schilderijen van haar hand voor ettelijke duizenden euro's verkocht. Zo werd in december 2009 een schilderij voor bijna drieduizend euro geveild bij Christie's Amsterdam.
- Biografisch Portaal: 08567360
- RKD-Nederlands Instituut voor Kunstgeschiedenis: 3963
- Union List of Artist Names: 500093770
- Virtual International Authority File: 96368653